# Urška Rabič
Urška Rabič (Kranjska Gora, 20 marzo 1985) è un'ex sciatrice alpina slovena.

## Biografia
Originaria di Mojstrana di Kranjska Gora e attiva in gare FIS dal dicembre del 2000, la Rabič esordì in Coppa Europa il 13 febbraio 2003 a Maribor in supergigante (5ª) e in Coppa del Mondo il 4 dicembre 2004 a Lake Louise in discesa libera (36ª). Nel 2005 ottenne l'unico podio in Coppa Europa, l'11 gennaio a Megève in supergigante (3ª), e debuttò ai Campionati mondiali: nella rassegna iridata di Bormio/Santa Caterina Valfurva si classificò 24ª nella discesa libera e 32ª nel supergigante.
Ai XX Giochi olimpici invernali di Torino 2006, sua unica presenza olimpica, si piazzò 18ª nel supergigante e non completò la discesa libera e la combinata; nel 2007 disputò i Mondiali di Åre, sua ultima presenza iridata, classificandosi 23ª nella discesa libera, 24ª nel supergigante e 20ª nella supercombinata. In Coppa del Mondo ottenne il miglior piazzamento il 2 marzo dello stesso anno a Tarvisio in supercombinata (12ª) e prese per l'ultima volta il via il 20 gennaio 2008 a Cortina d'Ampezzo in supergigante (49ª); si ritirò al termine di quella stessa stagione 2007-2008 e la sua ultima gara fu uno slalom speciale FIS disputato il 2 aprile ad Akureyri, chiuso dalla Rabič al 5º posto.

## Palmarès

### Coppa del Mondo
- Miglior piazzamento in classifica generale: 80ª nel 2007

### Coppa Europa
- Miglior piazzamento in classifica generale: 49ª nel 2006
- 1 podio:
  - 1 terzo posto

#### Coppa Europa - gare a squadre
- 1 podio:
  - 1 secondo posto

### Campionati sloveni
- 12 medaglie:
  - 6 ori (discesa libera, supergigante, combinata[1] nel 2003; discesa libera nel 2004; discesa libera nel 2005; combinata[1] nel 2006)
  - 5 argenti (supergigante nel 2002; supergigante nel 2004; supergigante nel 2005; discesa libera nel 2006; discesa libera nel 2007)
  - 1 bronzo (supergigante nel 2006)